# Archiborborus maximus
Archiborborus maximus är en tvåvingeart som beskrevs av Richards 1961. Archiborborus maximus ingår i släktet Archiborborus och familjen hoppflugor. Inga underarter finns listade i Catalogue of Life.